# 唐锦波
唐锦波（1962年—），广西武鸣人，壮族，中华人民共和国政治人物、第十二届全国人民代表大会广西地区代表。
毕业于北京体育大学运动训练专业。加入中国共产党。2013年，担任全国人大代表。2018年2月24日，当选为第十三届全国人大代表。